# Rạch Bà Lào
Rạch Bà Lào (tên khác: Rạch Xã Tờn) là một con rạch đổ ra sông Cần Giuộc. Rạch có chiều dài 12 km, chảy qua hai huyện Bình Chánh, Nhà Bè thuộc Thành phố Hồ Chí Minh và huyện Cần Giuộc thuộc tỉnh Long An.